# Prima la musica
Der prima la musica ist ein Musikwettbewerb in Österreich. Zur Teilnahme eingeladen sind junge Österreicher, Südtiroler, Jugendliche mit ständigem ordentlichen Wohnsitz in Österreich seit mindestens drei Jahren sowie Schüler österreichischer Schulen im Ausland.

## Geschichte
Den Wettbewerb prima la musica gibt es seit 1994. Er trat an die Stelle von Jugend musiziert in Österreich. Sein Träger ist die mit Beschluss der Landeskulturreferentenkonferenz im selben Jahr von den beteiligten Bundesländern und den mit den Aspekten Jugend, Schule und Hochschule sowie Musikförderung befassten Bundesministerien gegründete Organisation Musik der Jugend.

## Ablauf
Der Wettbewerb prima la musica wird auf Landes- und Bundesebene durchgeführt. Kinder und Jugendliche, die Freude am musikalischen Wettstreit haben und die etwas Besonderes in der Musik leisten wollen, soll der Wettbewerb zum Mitmachen ermuntern und dabei möglichst viele musikalische Talente finden und fördern. Der Bundeswettbewerb findet alternierend nach Instrumentengruppen jedes Jahr in einem anderen Bundesland statt. Die besten Teilnehmer der Landeswettbewerbe werden dann zum Bundeswettbewerb eingeladen. Dadurch kommt den Landeswettbewerben besondere Bedeutung zu. 
Kategorien:
Klavier, Orgel, Streich-, Zupf-, Holz- und Blechblasinstrumente, Schlagwerk, Akkordeon, Gesang
Die Kategorien werden alternierend in einem 2-Jahres-Rhythmus für Solisten und Ensembles ausgeschrieben. 
Alter:
Für Kinder und Jugendliche bis zum Alter von 19 Jahren,
5 Altersgruppen (bei Landeswettbewerben 7)
Programmerfordernis:
Je nach Altersgruppe mindestens zwei oder drei Originalwerke aus verschiedenen Stilepochen, jedenfalls ein Werk aus der Musik des 20. Jahrhunderts, kein Pflichtstück 
Termine (jährlich):
Landeswettbewerbe jeweils im Februar und März, Bundeswettbewerb im Mai/Juni jeweils in einem anderen Bundesland 
Anmeldeschluss:
15. Dezember des Vorjahres  